# Moragudi
Moragudi è una suddivisione dell'India, classificata come census town, di 5.961 abitanti, situata nel distretto di Kadapa, nello stato federato dell'Andhra Pradesh. In base al numero di abitanti la città rientra nella classe V (da 5.000 a 9.999 persone).

## Società

### Evoluzione demografica
Al censimento del 2001 la popolazione di Moragudi assommava a 5.961 persone, delle quali 2.967 maschi e 2.994 femmine. I bambini di età inferiore o uguale ai sei anni assommavano a 703, dei quali 370 maschi e 333 femmine. Infine, coloro che erano in grado di saper almeno leggere e scrivere erano 3.272, dei quali 2.025 maschi e 1.247 femmine.